# Список національних пам'яток США
Національними пам'ятками у США є 129 природоохоронних територій. Президент США може надавати цей статус своїм указом, конгрес США — законодавчо. Antiquities Act 1906 року дає президентові право проголошувати національними пам'ятками «історичні місцини, історичні та доісторичні споруди та інші об'єкти, що мають історичний або науковий інтерес».
Закон з'явився з метою збереження переважно доісторичних індіанських руїн та артефактів на заході федерації; він дозволяє президентові швидко оголосити підохоронними публічні землі без необхідності чекати, поки закон пройде через Конгрес.

## Підпорядкування національних пам'яток федеральним службам
129 національних пам'яток США перебувають у віданні восьми федеральних служб п'ятьох міністерств. 115 з них підпорядковуються єдиній службі, 14 перебувають у спільному віданні двох служб. Одна з національних пам'яток Служби національних парків США, національна пам'ятка Гранд-Каньйон-Парашант, не є офіційною одиницею, оскільки перетинається з національною зоною відпочинку озера Мід.
| Служба                                                            | Міністерство            | Спільне відання            | Загалом |
| ----------------------------------------------------------------- | ----------------------- | -------------------------- | ------- |
| Служба національних парків США (NPS)                              | внутрішніх справ        | 2 з BLM, 1 з FWS           | 85      |
| Бюро управління землями США (BLM)                                 | внутрішніх справ        | 2 з NPS, 5 з USFS          | 28      |
| Служба лісів США (USFS)                                           | сільського господарства | 5 з BLM                    | 13      |
| Служба рибних ресурсів та дикої природи США (FWS)                 | внутрішніх справ        | 5 з NOAA, 1 з NPS, 1 з DOE | 9       |
| Національне управління океанічних і атмосферних досліджень (NOAA) | торгівлі                | 5 з FWS                    | 5       |
| Armed Forces Retirement Home (AFRH)                               | оборони                 |                            | 1       |
| Повітряні сили США (USAF)                                         | оборони                 |                            | 1       |
| (дублі)                                                           |                         |                            | (14)    |
| Усього                                                            | Усього                  | Усього                     | 129     |

## Національні пам'ятки
Список відсортований за англомовними назвами пам'яток; колонки можна пересортовувати.
| Назва | Фото                                      | Служба                                                                                              | Розташування | Дата заснування   | Опис |
| --- | ----------------------------------------- | --------------------------------------------------------------------------------------------------- | --- | ----------------- | --- |
| Адміралті Admiralty Island National Monument                                                                             |                                           | Служба лісів                                                                                        | Аляска 57°38′ пн. ш. 134°21′ зх. д. / 57.64° пн. ш. 134.35° зх. д.                                                  | 1 грудня 1978     | Займаючи більшу частину острова Адміралті (7-ий за площею у США), ця пам'ятка є частиною національного лісу Тонґасс у південно-східній Алясці. Має велику популяцію грізлі, американських чорних та бурих ведмедів, а також китів, гірських кіз та оленів. |
| Африканський цвинтар African Burial Ground National Monument                                                             |                                           | Служба національних парків                                                                          | Нью-Йорк 40°42′52″ пн. ш. 74°00′15″ зх. д. / 40.7144° пн. ш. 74.0042° зх. д.                                        | 27 лютого 2006    | Заново відкритий у 1991 році під час підготовки до будівництва нової федеральної будівлі, цей колишній цвинтар, що містить залишки понад 400 вільних африканців і рабів, похованих у 17—18 століттях, був проголошений національною історичною пам'яткою у 1993 році. |
| Скам'янілості Агатового ранчо Agate Fossil Beds National Monument                                                        |                                           | Служба національних парків                                                                          | Небраска 42°24′58″ пн. ш. 103°43′41″ зх. д. / 42.416° пн. ш. 103.728° зх. д.                                        | 14 червня 1997    | Долина річки Найобрара відома великою кількістю добре збережених міоценових викопних рештків ссавців віком близько 20 млн років. |
| Агуа-Фріа Agua Fria National Monument                                                                                    |                                           | Бюро управління землями                                                                             | Аризона 34°09′ пн. ш. 112°05′ зх. д. / 34.15° пн. ш. 112.08° зх. д.                                                 | 11 січня 2000     | Розташована в каньйоні річки Агуа-Фріа, пам'ятка містить понад 450 окремих будівель корінних американців, у тому числі великі пуебло з понад сотнею кімнат. |
| Пам'ятка Другої світової війни на Алеутських островах Aleutian Islands World War II National Monument                    |                                           | Служба рибних ресурсів та дикої природи                                                             | Аляска 52°52′ пн. ш. 173°10′ зх. д. / 52.87° пн. ш. 173.16° зх. д.                                                  | 5 грудня 2008     | Під час Другої світової війни Японія ненадовго окупувала острови Атту та Киска Алеутської групи. Пам'ятка включає місце 19-денної битви за Атту, артефакти японської окупації острова Киска і місце катастрофи літака B-24D Liberator на острові Атка. Початково входила у склад пам'ятки Монумент доблесті Другої світової війни у Тихому океані, яка була розділена і перейменована 12 березня 2019 року.                       |
| Елібейтс-Флінт-Кворріс Alibates Flint Quarries National Monument                                                         |                                           | Служба національних парків                                                                          | Техас 35°34′ пн. ш. 101°40′ зх. д. / 35.57° пн. ш. 101.67° зх. д.                                                   | 21 серпня 1965    | Елібейтс — кар'єр, де видобували високоякісний райдужний кремінь, поширений на Великих рівнинах у часи Доколумбової Америки. Управляється спільно з національною рекреаційною зоною озера Мередіт і включає руїни кільох поселень індіаців рівнин. |
| Аніакчак Aniakchak National Monument                                                                                     |                                           | Служба національних парків                                                                          | Аляска 56°54′ пн. ш. 158°09′ зх. д. / 56.9° пн. ш. 158.15° зх. д.                                                   | 1 грудня 1978     | Вулкан Аніакчак, що вивергався 3500 років тому, та навколишній регіон є одним з найменш відвідуваних парків NPS. Озеро Сурпрайз, що знаходиться в у кальдері вулкану, завширки 9,7 км і завглибшки 760 м, дає початок річці Аніакчак. |
| Ацтекські руїни Aztec Ruins National Monument                                                                            |                                           | Служба національних парків                                                                          | Нью-Мексико 36°50′ пн. ш. 107°00′ зх. д. / 36.83° пн. ш. 107.00° зх. д.                                             | 24 січня 1923     | Руїни включають будівлі народів пуебло 11—13 століть з понад 400 кам'яних кімнат, що були неправильно визначені ранніми американськими поселенцями як ацтецькі. Пам'ятка розташована в межах національного історичного парку Чако світової спадщини ЮНЕСКО. |
| Бандельєр Bandelier National Monument                                                                                    |                                           | Служба національних парків                                                                          | Нью-Мексико 35°47′ пн. ш. 106°16′ зх. д. / 35.78° пн. ш. 106.27° зх. д.                                             | 11 лютого 1916    | Історичний район Бандельєр включає каньой Фріхолес, де знаходяться домівки анасазі, ківи, наскельні малюнки та петрогліфи. |
| Бейсін-енд-Рейндж Basin and Range National Monument                                                                      |                                           | Бюро управління землями                                                                             | Невада 37°54′ пн. ш. 115°24′ зх. д. / 37.9° пн. ш. 115.4° зх. д.                                                    | 10 липня 2015     | Віддалені неосвоєні гори і долини в округах Лінкольн та Най у південно-східній Неваді. |
| Беарз-Іерз Bears Ears National Monument                                                                                  |                                           | Бюро управління землями, Служба лісів                                                               | Юта 37°38′ пн. ш. 109°52′ зх. д. / 37.63° пн. ш. 109.86° зх. д.                                                     | 28 грудня 2016    | Беарз-Іерз («Ведмежі вуха») — це пара останців, що підіймаються над каньйонами. Також на території пам'ятки розташовані інші геологічно цікаві об'єкти: гори-близнюки Сикс-Шутер, смугасті вапнякові вершини, природні арки. |
| Будинок С'юолл-Белмонт Belmont-Paul Women's Equality National Monument                                                   |                                           | Служба національних парків                                                                          | Федеральний округ Колумбія 38°53′ пн. ш. 77°00′ зх. д. / 38.89° пн. ш. 77.00° зх. д.                                | 12 квітня 2016    | Будинок Національної жіночої партії з 1929 року; у ньому жили і працювали лідер організації Еліс Пол та інші. |
| Сніжна гора Беррієсса Berryessa Snow Mountain National Monument                                                          |                                           | Служба лісів, Бюро управління землями                                                               | Каліфорнія 39°13′ пн. ш. 122°46′ зх. д. / 39.22° пн. ш. 122.77° зх. д.                                              | 10 липня 2015     | «Сніжна гора Беррієсса» — один з найбільш біорізноманітних регіонів штату. Тут водяться лосів, скопи, річкові видри, половина видів бабок у штаті і друга за величиною популяція білоголових орланів, що зимують в Каліфорнії. |
| Боротьба за громадянські права у Бірмінгемі Birmingham Civil Rights National Monument                                    |                                           | Служба національних парків                                                                          | Алабама 33°30′47″ пн. ш. 86°48′54″ зх. д. / 33.513° пн. ш. 86.815° зх. д.                                           | 12 січня 2017     | Охороняється мотель Артура Джорджа Гастона, розбомблений Ку-клукс-кланом після того, як там зупинялися Мартін Лютер Кінг та лідери Бірмінгемської кампанії, внаслідок чого розгорілося Бірмінгемська повстання 1963. |
| Букер Вашингтон Booker T. Washington National Monument                                                                   |                                           | Служба національних парків                                                                          | Вірджинія 37°07′23″ пн. ш. 79°45′58″ зх. д. / 37.123° пн. ш. 79.766° зх. д.                                         | 2 квітня 1956     | Національна пам'ятка Букер-Вашингтон охороняє частину 0,84 км² тютюнової ферми, де 5 квітня 1856 року народився у рабстві просвітник і борець за громадянські права Букер Вашингтон. Тут розташовані копії будинку, де народився Вашингтон, коптильні, кузні, тютюнової клуні і стайні. |
| Браунс-Каньйон Browns Canyon National Monument                                                                           |                                           | Бюро управління землями, Служба лісів                                                               | Колорадо 38°36′54″ пн. ш. 106°03′32″ зх. д. / 38.615° пн. ш. 106.059° зх. д.                                        | 19 лютого 2015    | Охороняє 21 500 акрів крутих скель і кольорових виходів гірських порід понад річкою Арканзас в окрузі Чаффі. |
| Бак-Айленд-Риф Buck Island Reef National Monument                                                                        |                                           | Служба національних парків                                                                          | Американські Віргінські острови 17°47′ пн. ш. 64°37′ зх. д. / 17.79° пн. ш. 64.62° зх. д.                           | 28 грудня 1961    | Більша частина 77 км² пам'ятки знаходиться під водою; до неї входить великий кораловий риф з Acropora palmata, де водиться багато риби, морські черепахи та крячків виду Sterna antillarum. Площа острова Бак — 0,71 км², ненаселений. |
| Кабрільо Cabrillo National Monument                                                                                      |                                           | Служба національних парків                                                                          | Каліфорнія 32°40′ пн. ш. 117°14′ зх. д. / 32.67° пн. ш. 117.24° зх. д.                                              | 14 жовтня 1913    | Ця пам'ятка вшановує висадку Хуана Родрігеса Кабрільо у затоці Сан-Дієго 28 вересня 1542 року, що було першою європейською експедицією на території нинішнього західного узбережжя США. Пам'ятка містить пам'ятник Кабрільо та батареї берегової артилерії 16 століття, призначені для захисту гавані Сан-Дієго. |
| Узбережжя Каліфорнії California Coastal National Monument                                                                |                                           | Бюро управління землями                                                                             | Каліфорнія 36°53′ пн. ш. 122°11′ зх. д. / 36.89° пн. ш. 122.18° зх. д.                                              | 11 січня 2000     | Пам'ятка охороняє острівці, рифи і скельні виступи на узбережжі Каліфорнії до відстані 12 морських миль (22 км) вздовж усього узбережжя Каліфорнії (1 350 км). |
| Кемп-Нельсон Camp Nelson Heritage National Monument                                                                      |                                           | Служба національних парків                                                                          | Кентукі 37°47′ пн. ш. 84°36′ зх. д. / 37.78° пн. ш. 84.60° зх. д.                                                   | 26 жовтня 2018    | Заснований у 1863 як база Армії Союзу під час Громадянської війни, Кемп-Нельсон став великим центром набору солдатів-афроамериканців, а також ключовим місцем емансипації цих солдатів та табором біженців для їхніх сімей. |
| Каньйон-де-Шей Canyon de Chelly National Monument                                                                        |                                           | Служба національних парків                                                                          | Аризона 36°08′ пн. ш. 109°28′ зх. д. / 36.13° пн. ш. 109.47° зх. д.                                                 | 1 квітня 1931     | Розташована в межах Навахо-нейшен, пам'ятка охороняє долини і краї каньйонів де-Шей, дель-Муерто і Моньюмент, котрі є племінними трастовими землями навахо. |
| Каньйони предків Canyons of the Ancients National Monument                                                               |                                           | Бюро управління землями                                                                             | Колорадо 37°22′ пн. ш. 109°00′ зх. д. / 37.37° пн. ш. 109° зх. д.                                                   | 9 червня 2000     | Оточує пам'ятку Говенуїп й охороняє понад 6 тисяч археологічних пам'яток, що є найбільшою концентрацією у США. |
| Мис Крузенштерна Cape Krusenstern National Monument                                                                      |                                           | Служба національних парків                                                                          | Аляска 67°25′ пн. ш. 163°30′ зх. д. / 67.41° пн. ш. 163.50° зх. д.                                                  | 1 грудня 1978     | Розташована на спільній території з археологічним районом Мис Крузенштерна, ця прибережна рівнина містить великі лагуни та вапнякові пагорби. Урвища містять ознаки тисячолітніх змін берегової лінії Чукотського моря та докази заселення людьми впродовж 9 тисяч років. |
| Вулкан Капулін Capulin Volcano National Monument                                                                         |                                           | Служба національних парків                                                                          | Нью-Мексико 36°47′ пн. ш. 103°58′ зх. д. / 36.79° пн. ш. 103.96° зх. д.                                             | 9 серпня 1916     | Капулін — згаслий шлаковий конус вулкана віком близько 59 тисяч корів, частина вулканічного поля Ратон-Клейтон. Кратер має глибину 120 м і діаметр 460 м. |
| Рівнина Каррізо Carrizo Plain National Monument                                                                          |                                           | Бюро управління землями                                                                             | Каліфорнія 35°10′ пн. ш. 119°45′ зх. д. / 35.16° пн. ш. 119.75° зх. д.                                              | 12 січня 2001     | Рівнина Каррізо — найбільше цілісне автохтонне поле, що залишається у Каліфорнії. Вона містить частину розлому Сан-Андреас і оточена хребтами Темблор та Калієнте. У центрі рівнини розташоване озеро Сода поблизу Фарбованої гори. |
| Руїни Каса-Ґранде Casa Grande Ruins National Monument                                                                    |                                           | Служба національних парків                                                                          | Аризона 32°59′ пн. ш. 111°32′ зх. д. / 32.99° пн. ш. 111.54° зх. д.                                                 | 3 серпня 1918     | Ця пам'ятка охороняє групу споруд, оточених стіною у долині річки Гіла, збуловані на початку 13-го століття. Вони були заселені представниками культури хохокам, які залишили поселення у середині 15-го століття. |
| Каскад-Сіскію Cascade–Siskiyou National Monument                                                                         |                                           | Бюро управління землями                                                                             | Орегон, Каліфорнія 42°05′ пн. ш. 122°28′ зх. д. / 42.08° пн. ш. 122.46° зх. д.                                      | 9 червня 2000     | Це одна з найбільш різноманітних екосистем Каскадних гір, де розташовані понад 100 поселень на місць збиральництва племен модоків, кламатів і шаста. |
| Кастільйо-де-Сан-Маркос Castillo de San Marcos National Monument                                                         |                                           | Служба національних парків                                                                          | Флорида 29°53′53″ пн. ш. 81°18′40″ зх. д. / 29.898° пн. ш. 81.311° зх. д.                                           | 15 жовтня 1924    | Цей іспанський форт поблизу Сейнт-Огастін, вперше взятий під охорону під назвою Форт-Маріон, діяв упродовж 205 років під різними прапорами. Збудований у 1672 році, він пережив облогу британців, коли був під владою іспанців, Американську революцію під владою британців, Громадянську війну під владою Конфедерації, Семінольські війни та іспансько-американську війну під владою США.                                       |
| Касл-Клінтон Castle Clinton National Monument                                                                            |                                           | Служба національних парків                                                                          | Нью-Йорк 40°42′13″ пн. ш. 74°01′01″ зх. д. / 40.7036° пн. ш. 74.0169° зх. д.                                        | 12 серпня 1946    | Круглий вапняковий форт, будований у 1811 році на південному краї Мангеттена для захисту Нью-Йорка від британців. Зараз Касл-Клінтон розташований в межах Батареї. Пізніше став пивним садком, театром, першою імміграційною станцією (до того, як нею став острів Елліс) та громадським акваріумом. |
| Гори Касл Castle Mountains National Monument                                                                             |                                           | Служба національних парків                                                                          | Каліфорнія 35°15′ пн. ш. 115°07′ зх. д. / 35.25° пн. ш. 115.11° зх. д.                                              | 12 лютого 2016    | [ 39 ] [ 40 ] |
| Сідар-Брейкс Cedar Breaks National Monument                                                                              |                                           | Служба національних парків                                                                          | Юта 37°38′ пн. ш. 112°51′ зх. д. / 37.63° пн. ш. 112.85° зх. д.                                                     | 22 серпня 1933    | Каньйон у вигляді природного амфітеатру, подібний до утворень національного парку Каньйон Брайс. Простягається на 4,8 км, глибина — понад 610 м. |
| Сесар Чавес César E. Chávez National Monument                                                                            |                                           | Служба національних парків                                                                          | Каліфорнія 35°13′38″ пн. ш. 118°33′41″ зх. д. / 35.2273° пн. ш. 118.5614° зх. д.                                    | 8 жовтня 2012     | Ця пам'ятка вшановує життя і працю громадянського активіста Сесара Чавеса. Під назвою «Ла-Пас», це місце було його домом впродовж 20 років, і тут же він похований. Це також штаб-квартира Об'єднання фермерів Америки, застнованого Чавесом. |
| Будинок Чарльза Янга Charles Young Buffalo Soldiers National Monument                                                    |                                           | Служба національних парків                                                                          | Огайо 39°42′26″ пн. ш. 83°53′25″ зх. д. / 39.7072° пн. ш. 83.8903° зх. д.                                           | 25 березня 2013   | Чарльз Янг — перший афроамериканець, що отримав звання полковника армії США, а також перший суперінтендант національного парку (національних парків Секвоя та Генерал Грант) і професор Вілберфорського університету. Його будинок у Вілберфорсі — музей його пам'яті. |
| Чімні-Рок Chimney Rock National Monument                                                                                 |                                           | Служба лісів                                                                                        | Колорадо 37°11′30″ пн. ш. 107°18′23″ зх. д. / 37.1917° пн. ш. 107.3064° зх. д.                                      | 21 вересня 2012   | Розташоване у національному лісі Сан-Хуан, це місце було поселенням предків сучасних індіанців пуебло. Близько 1000 років тому вони збудували понад 200 будинків та церемоніальних будівель високо над рівнем долини. |
| Чірікахуа Chiricahua National Monument                                                                                   |                                           | Служба національних парків                                                                          | Аризона 32°01′ пн. ш. 109°21′ зх. д. / 32.02° пн. ш. 109.35° зх. д.                                                 | 18 квітня 1924    | Ці стовпи з ріолітового туфу — еродовані залишки вулканічного вибуху, що стався в регіоні 27 млн років тому. Апачі називали цю територію Землею випростаних скель. |
| Колорадо Colorado National Monument                                                                                      |                                           | Служба національних парків                                                                          | Колорадо 39°02′ пн. ш. 108°41′ зх. д. / 39.04° пн. ш. 108.69° зх. д.                                                | 24 травня 1911    | Каньйон перетинає парк упоперек і включає скельні ерозійні утворення. Пам'ятка включає 83 км² напівпустельного високогір'я на плато Колорадо і є місцем проживання багатьох видів дикої природи, серед яких кедрові сосни, ялівець, во́рони, сойки, пустельні товстороги, койоти. Також тут доступний ряд рекреаційних активностей.                                                                                                |
| Місячні кратери Craters of the Moon National Monument                                                                    |                                           | Служба національних парків, Бюро управління землями                                                 | Айдахо 43°25′ пн. ш. 113°31′ зх. д. / 43.42° пн. ш. 113.52° зх. д.                                                  | 2 травня 1924     | Один з найкраще збережених регіонів виливних базальтів на континентальній території США. Тут розташовані три лавові поля вздовж Великого розлому Айдахо, а також найглибші відкриті рифти у світі та інші вулканічні утворення. |
| Девілз-Постпайл Devils Postpile National Monument                                                                        |                                           | Служба національних парків                                                                          | Каліфорнія 37°30′ пн. ш. 119°05′ зх. д. / 37.50° пн. ш. 119.08° зх. д.                                              | 6 травня 1911     | У минулому — частина Йосемітського національного парку. Темна скеля колоноподібного базальту, утворена потоком лави понад 100 тисяч років тому. Тут розташований 31-метровий водоспад Рейнбоу. |
| Вежа Диявола Devils Tower National Monument                                                                              |                                           | Служба національних парків                                                                          | Вайомінг 44°35′ пн. ш. 104°43′ зх. д. / 44.59° пн. ш. 104.72° зх. д.                                                | 24 вересня 1906   | Моноліт, інтрузія магматичних порід у вигляді неку, що різко здіймається на 386 м над навколишньою місцевістю. Перша національна пам'ятка у США. |
| Динозаври Dinosaur National Monument                                                                                     |                                           | Служба національних парків                                                                          | Колорадо, Юта 40°32′ пн. ш. 108°59′ зх. д. / 40.53° пн. ш. 108.98° зх. д.                                           | 4 жовтня 1915     | Горизонт пісковик та конгломерату, відомий як Формація Моррісона, сформувався у Юрському періоді і містить викопні рештки динозаврів, у тому числі алозаврів та багатьох довгошиїх і довгохвостих завроподів. |
| Ефіджі-Маундз Effigy Mounds National Monument                                                                            |                                           | Служба національних парків                                                                          | Iowa 43°05′ пн. ш. 91°11′ зх. д. / 43.09° пн. ш. 91.19° зх. д.                                                      | 25 жовтня 1949    | Ця пам'ятка охороняє три місцевості з 206 доісторичними курганами, зокрема 31 незвичним курганом у вигляді ссавців, птахів та рептилій. |
| Ель-Мальпаіс El Malpais National Monument                                                                                |                                           | Служба національних парків                                                                          | Нью-Мексико 34°53′ пн. ш. 108°03′ зх. д. / 34.88° пн. ш. 108.05° зх. д.                                             | 31 грудня 1987    | Винятково грубий лавовий потік вкриває більшу частину парку, займаючи великий басейн, обрамлений вищим пісковиком, що утворює великі вивітрені скелі. Лавові печери простягаються на 27 км. |
| Ель-Морро El Morro National Monument                                                                                     |                                           | Служба національних парків                                                                          | Нью-Мексико 35°02′ пн. ш. 108°21′ зх. д. / 35.04° пн. ш. 108.35° зх. д.                                             | 8 грудня 1906     | Пам'ятка древнього східно-західного шляху, де знаходиться великий виступ пісковику з басейном води в основі. Тут є написи 17 століття, а також древніші петрогліфи, зроблені анасазі. |
| Флоріссант-Фоссіл-Бедс Florissant Fossil Beds National Monument                                                          |                                           | Служба національних парків                                                                          | Колорадо 38°55′ пн. ш. 105°16′ зх. д. / 38.92° пн. ш. 105.27° зх. д.                                                | 20 серпня 1969    | Величезні скам'янілі секвої та надзвичайно детальні викопні рештки древніх комах і рослин, що репрезентують різноманітний ландшафт Колорадо 35 млн років тому, в еоцені. |
| Форт-Фредеріка Fort Frederica National Monument                                                                          |                                           | Служба національних парків                                                                          | Джорджія 31°13′26″ пн. ш. 81°23′35″ зх. д. / 31.224° пн. ш. 81.393° зх. д.                                          | 26 травня 1936    | Залишки форту і міста, що були збудовані Джеймсом Оглторпом у 1736—1748 роках і захищали південні межі Британської колонії Джорджія від іспанських рейдів. Пам'ятка розташована за кілька миль від місця Битви на Кривавому болоті. |
| Форт-Матанзас Fort Matanzas National Monument                                                                            |                                           | Служба національних парків                                                                          | Флорида 29°42′54″ пн. ш. 81°14′20″ зх. д. / 29.715° пн. ш. 81.239° зх. д.                                           | 15 жовтня 1924    | Іспанський форт 1740 року побудови, що охороняв бухту Матансас, південне гирло річки Матансас, з якої можна було зайти до Сент-Огастін. Пам'ятка управляється спільно з Кастільйо-де-Сан-Маркос й також охороняє 0,40 км² солоних боліт та бар'єрних островів. |
| Форт-Макгенрі Fort McHenry National Monument                                                                             |                                           | Служба національних парків                                                                          | Меріленд 39°15′47″ пн. ш. 76°34′44″ зх. д. / 39.263° пн. ш. 76.579° зх. д.                                          | 3 березня 1925    | Форт-Макгенрі — фортеця-зірка, найбільш відома своєю роллю під час війни 1812 року, коли вона успішно захистила затоку Балтимор від атаки британського флоту. Це надихнуло Френсіса Скотта Кі на написання «The Star-Spangled Banner». |
| Форт-Монро Fort Monroe National Monument                                                                                 |                                           | Служба національних парків                                                                          | Вірджинія 37°00′14″ пн. ш. 76°18′29″ зх. д. / 37.004° пн. ш. 76.308° зх. д.                                         | 1 листопада 2011  | Національна пам'ятка Форт-Монро охоплює американську історію історію 17—21 століть: подорожі капітана Джона Сміта, звільнення рабів під час Громадянської війни, захист бастіону Чесапікської затоки. |
| Форт-Орд Fort Ord National Monument                                                                                      |                                           | Бюро управління землями                                                                             | Каліфорнія 36°38′21″ пн. ш. 121°44′07″ зх. д. / 36.639167° пн. ш. 121.735278° зх. д.                                | 20 квітня 2012    | Форт Орд був пунктом армії у 1917—1994 роках. Зараз є місцем туристських маршрутів. |
| Форт-Пуласкі Fort Pulaski National Monument                                                                              |                                           | Служба національних парків                                                                          | Джорджія 32°01′37″ пн. ш. 80°53′24″ зх. д. / 32.027° пн. ш. 80.890° зх. д.                                          | 15 жовтня 1924    | У 1862 під час Громадянської війни армія Півночі успішно протестувала нарізну гармату проти конфедератів. Форт Пуласкі також використовувався під час війни як табір військовополонених. Національна пам'ятка включає більшу частину острова Кокспур (де знаходиться форт) і всі прилеглі острови Мак-Квінс. |
| Форт-Станвікс Fort Stanwix National Monument                                                                             |                                           | Служба національних парків                                                                          | Нью-Йорк 43°13′05″ пн. ш. 75°27′32″ зх. д. / 43.218° пн. ш. 75.459° зх. д.                                          | 21 серпня 1935    | Форт Станвікс охороняв волок на торговому шляху Онейда під час франко-індіанської війни. У 1768 році було підписано Станвікський договір між британцями та ірокезами, що спричинив подальшу ворожнечу. Був зруйнований, і відбудований наприкінці 1970-х років. |
| Форт-Юніон Fort Union National Monument                                                                                  |                                           | Служба національних парків                                                                          | Нью-Мексико 35°55′30″ пн. ш. 105°00′32″ зх. д. / 35.925° пн. ш. 105.009° зх. д.                                     | 5 квітня 1956     | Форт Юніон — військовий пост і склад постачання фронтиру кінця 19-го століття. Розташований на перехресті Гірської і Сіммаронської гілок старого шляху Санта-Фе. |
| Фоссіл-Б'ют Fossil Butte National Monument                                                                               |                                           | Служба національних парків                                                                          | Вайомінг 41°52′ пн. ш. 110°46′ зх. д. / 41.86° пн. ш. 110.77° зх. д.                                                | 23 жовтня 1972    | Фоссіл-Б'ют охороняє пласти формації Грін-Рівер віком 50 млн років, найкраще палеонтологічне свідчення аквальних угруповань третинного періоду у Північній Америці. Викопні рештки, серед яких риби, алігатори, кажани, черепахи, карликові коні, комахи та багато видів рослин й інших тварин, свідчать про те, що регіон був низьким субтропічним прісноводним басейном, де накопичувалися осадові породи впродовж 2 млн років. |
| Фрідом-Райдерз Freedom Riders National Monument                                                                          |                                           | Служба національних парків                                                                          | Алабама 33°39′29″ пн. ш. 85°49′52″ зх. д. / 33.658° пн. ш. 85.831° зх. д.                                           | 12 січня 2017     | Охороняються дві місцини у місті Анністон (Алабама) та поблизу, важливі для руху за громадянські права: колишня автостанція у місті, де расистська банда напала на «вершників свободи», та місце за містом, де спалили їхній автобус. |
| Ба́тьківщина Джорджа Вашингтона George Washington Birthplace National Monument                                            |                                           | Служба національних парків                                                                          | Вірджинія 38°11′10″ пн. ш. 76°55′50″ зх. д. / 38.1861° пн. ш. 76.9305° зх. д.                                       | 23 січня 1930     | Одна з тютюнових ферм Вірджинії 18-го століття, ця пам'ятка є місцем народження і дитинства Джорджа Вашингтона. На вході розташований меморіальний обеліск з вермонтського мармуру, що є копією монументу Вашингтона в масштабі 1:10. До складу пам'ятки входять будинок, кухня і родинне поховання Вашингтонів. |
| Джордж Вашингтон Карвер George Washington Carver National Monument                                                       |                                           | Служба національних парків                                                                          | Міссурі 36°59′10″ пн. ш. 94°21′14″ зх. д. / 36.986° пн. ш. 94.354° зх. д.                                           | 14 липня 1943     | Ферма Мозеса Карвера, де провів дитинство Джордж Вашингтон Карвер — науковець і освітянин, що описав багато способів використання арахісу. Це перша національна пам'ятка, присвячена афроамериканцю і перша — не президенту. |
| Гігантські секвої Giant Sequoia National Monument                                                                        |                                           | Служба лісів                                                                                        | Каліфорнія 36°02′ пн. ш. 118°30′ зх. д. / 36.04° пн. ш. 118.50° зх. д.                                              | 15 квітня 2000    | Пам'ятка включає 38 з 39 гаїв гігантських секвой у національному лісі Секвоя, що становить близько половини гаїв секвой, що нині існують. Сюди входять десять найвищих гігантських секвой, дерево Була. Дві частини пам'ятки знаходяться поруч національних парків Кінгз-Каньйон та Секвоя. |
| Скельні житла в долині Хіли Gila Cliff Dwellings National Monument                                                       |                                           | Служба національних парків                                                                          | Нью-Мексико 33°14′ пн. ш. 108°17′ зх. д. / 33.24° пн. ш. 108.28° зх. д.                                             | 16 листопада 1907 | Скельні житла представників культури могольон, розташовані в межах дикої території Хіла на висоті 55 м над дном каньйону. 5 печер з 46-ма кімнатами були населені від 1280-х до початку 14-го століття. Відкриті Генрі Ейлманом у 1878 році. |
| Ґолд-Б'ют Gold Butte National Monument                                                                                   |                                           | Бюро управління землями                                                                             | Невада 36°16′52″ пн. ш. 114°12′04″ зх. д. / 36.281° пн. ш. 114.201° зх. д.                                          | 28 грудня 2016    | Ландшафт пустелі Мохаве з червоногарячими вапняками, каньйонами, лісистими горами, древніми наскельними малюнками та шахтарським містом-привидом. |
| Говернорс-Айленд Governors Island National Monument                                                                      |                                           | Служба національних парків                                                                          | Нью-Йорк 40°41′28″ пн. ш. 74°00′58″ зх. д. / 40.691° пн. ш. 74.016° зх. д.                                          | 19 січня 2001     | Острів Говернорс у Нью-Йоркській гавані був одним з місць дислокації армії США з 1783 по 1966 роки, а з 1966 по 1996 — берегової охорони. На острові розташовані форти Касл-Вільямс та Джей, що слугували форпостами захисту Нью-Йорка від нападу з моря. |
| Гранд-Каньйон-Парашант Grand Canyon-Parashant National Monument                                                          |                                           | Бюро управління землями, Служба національних парків                                                 | Аризона 36°24′ пн. ш. 113°42′ зх. д. / 36.4° пн. ш. 113.7° зх. д.                                                   | 11 січня 2000     | Пам'ятка розташована в північній окраїні Великого каньйону. Її площа — 4 120 км², з них близько п'ятої частини також відносяться до національної рекреаційної зони Озеро Мід. Гранд-Каньйон-Парашант не вважається офіційною одиницею NPS; немає мощених доріг і послуг відвідування. |
| Ґранд-Портедж Grand Portage National Monument                                                                            |                                           | Служба національних парків                                                                          | Міннесота 47°58′ пн. ш. 89°41′ зх. д. / 47.96° пн. ш. 89.68° зх. д.                                                 | 27 січня 1960     | Ґранд-Портедж — стежка довжиною 13,7 км, що проходить повз кілька водоспадів на річці Піджин поблизу озера Верхнє. Ця місцевість — ключовий торговий шлях і центр хутрового промислу, а також об'єкт спадщини народу оджибве. |
| Ґранд-Стеркейс-Ескаланте Grand Staircase-Escalante National Monument                                                     |                                           | Бюро управління землями                                                                             | Юта 37°24′ пн. ш. 111°41′ зх. д. / 37.4° пн. ш. 111.68° зх. д.                                                      | 18 вересня 1996   | До пам'ятки площею 7 700 км² входять Великі сходи, плато Кайпаровіц та каньйони Ескаланте. Визначна палеонтологічними знахідками і геологією. Це перша пам'ятка під управлінням Бюро управління землями. |
| Викопний Гаґерманський кінь Hagerman Fossil Beds National Monument                                                       |                                           | Служба національних парків                                                                          | Айдахо 42°47′ пн. ш. 114°57′ зх. д. / 42.79° пн. ш. 114.95° зх. д.                                                  | 18 листопада 1988 | Пам'ятка містить найбільшу концентрацію викопних решток гаґерманського коня у Північній Америці. Захищає найбагатші відомі поклади викопних решток епохи пліоцену віком 3,5 млн років — це рослини і тварини, що представляють останні угруповання перед льодовиковим періодом і найранішу появу сучасної флори і фауни. |
| Генфорд-Річ Hanford Reach National Monument                                                                              |                                           | Служба рибних ресурсів та дикої природи                                                             | Вашингтон 46°29′ пн. ш. 119°32′ зх. д. / 46.48° пн. ш. 119.53° зх. д.                                               | 8 червня 2000     | Територія, що була буфером безпеки довкола Генфордського комплексу і не використовувалася в господарстві з 1943 року. Це частина Колумбійського плато, сформованого базальтовими лавовими потоками і водною ерозією, названа за Генфордським плесом — останнім відрізком Колумбії з вільною течією. |
| Підпільна залізниця Гаррієт Табмен Harriet Tubman Underground Railroad National Monument                                 |                                           | Служба рибних ресурсів та дикої природи                                                             | Меріленд 38°26′54″ пн. ш. 76°08′19″ зх. д. / 38.4483° пн. ш. 76.1387° зх. д.                                        | 25 березня 2013   | Гаррієт Табмен — відома провідниця підпільної залізниці, що вивезла на волю десятки рабів. Ця пам'ятка включає місця, пов'язані з її життям, зокрема збудований рабами канал Стюарта і будинок Джейкоба Джексона. Частина національної пам'ятки, що раніше була під управлінням NPS, перетворена на національний історичний парк.                                                                                                 |
| Хохокам-Піма Hohokam Pima National Monument                                                                              |                                           | Служба національних парків                                                                          | Аризона 33°11′ пн. ш. 111°55′ зх. д. / 33.19° пн. ш. 111.91° зх. д.                                                 | 21 жовтня 1972    | Хохокам-Піма — частина індіанської общини річки Хіла, не відкрита для загалу. Пам'ятка охороняє Зміїне місто — поселення, археологічні залишки культури хохокам, що проживали на цій території до 1500 року. |
| Говенвіп Hovenweep National Monument                                                                                     |                                           | Служба національних парків                                                                          | Колорадо, Юта 37°23′ пн. ш. 109°05′ зх. д. / 37.38° пн. ш. 109.08° зх. д.                                           | 2 березня 1923    | Містить шість кластерів руїн корінних народів США. Святий каньйон, каньйон Гакберрі, Катсроут-Касл та Гудмен-Пойнт розташовані у Колорадо, Квадратна вежа і Кахон — у Юті. Народи анасазі проживали у місцевості Говенвіп з 1150 до 1350 року |
| Ліс залізного дерева Ironwood Forest National Monument                                                                   |                                           | Бюро управління землями                                                                             | Аризона 32°28′ пн. ш. 111°34′ зх. д. / 32.46° пн. ш. 111.57° зх. д.                                                 | 9 червня 2000     | Пам'ятка розташована у пустелі Сонора і містить значну концентрацію пустельного залізного дерева (Olneya tesota) і два види рослин і тварин під загрозою вимирання. На території розташовані понад 200 хохокамських та палеоіндіанських археологічних пам'яток, що датуються 600—1450 роками. |
| Печера Джуел Jewel Cave National Monument                                                                                |                                           | Служба національних парків                                                                          | Південна Дакота 43°44′ пн. ш. 103°50′ зх. д. / 43.73° пн. ш. 103.83° зх. д.                                         | 7 лютого 1908     | Печера Джуел — одна з найдовших печер у світі, 227 км ходів нанесено на карту. Відкрита у Блек-Гіллс у 1900 році і названа так (jewel}} — коштовність) завдяки кристалам кальциту. |
| Викопні рештки басейну Джон-Дей John Day Fossil Beds National Monument                                                   |                                           | Служба національних парків                                                                          | Орегон 44°40′ пн. ш. 120°03′ зх. д. / 44.67° пн. ш. 120.05° зх. д.                                                  | 26 жовтня 1974    | Пласти викопних решток у басейні річки Джон-Дей — це добре збережені скам'янілості рослин і тварин віком понад 40 млн років. Пам'ятка поділена на три частини: Пейнтед-Гіллз — Фарбовані пагорби, названі за барвисту стратифікацію, Шіп-Рок (Овеча гора) та Карно. |
| Пам'ятка Юрського періоду Jurassic National Monument                                                                     |                                           | Бюро управління землями                                                                             | Юта 39°19′ пн. ш. 110°41′ зх. д. / 39.32° пн. ш. 110.69° зх. д.                                                     | 12 березня 2019   | На цій території було знайдено понад 12 тисяч кісток не менше 74 динозаврів, що робить її палеонтологічною місциною з найбільшою концентрацією кісток Юрського періоду. Кістки належать переважно хижим динозаврам, понад половина Allosaurus, а причина того, що вони змішані, невідома. |
| Каша-Катуве Kasha-Katuwe Tent Rocks National Monument                                                                    |                                           | Бюро управління землями                                                                             | Нью-Мексико 35°40′ пн. ш. 106°25′ зх. д. / 35.67° пн. ш. 106.42° зх. д.                                             | 17 січня 2001     | Геологічна будова Каша-Катуве представлена шарами вулканічних порід і попелу, відкладених внаслідок вулканічного вибуху. Внаслідок вивітрювання й ерозії цих шарів утворилися каньйони та гуду. Гуду є конусами з м'якої пемзи і туфу під твердішими верхніми шарами порід. |
| Ліси і води Катадіна Katahdin Woods and Waters National Monument                                                         |                                           | Служба національних парків                                                                          | Мен 45°58′ пн. ш. 68°37′ зх. д. / 45.97° пн. ш. 68.62° зх. д.                                                       | 24 серпня 2016    | Охороняються гори та дика природа у лісах північного Мену, включно з частиною течії Східної притоки річки Пенобскот. Межує зі східною частиною парку Бакстера. |
| Лава-Бедс Lava Beds National Monument                                                                                    |                                           | Служба національних парків                                                                          | Каліфорнія 41°43′ пн. ш. 121°31′ зх. д. / 41.71° пн. ш. 121.51° зх. д.                                              | 21 листопада 1925 | Лава-Бедс — місце найвищої концентрації печер у лавових тунелях у Північній Америці. До пам'ятки також входить Петрогліф-Пойнт, один з найбільших зразків наскельного живопису корінних американців. Пам'ятка розташована на північно-східному схилі вулкану Медсін-Лейк, найбільшого вулкану у Каскадних горах. |
| Поле битви при Літтл-Біггорн Little Bighorn Battlefield National Monument                                                |                                           | Служба національних парків                                                                          | Монтана 45°34′ пн. ш. 107°26′ зх. д. / 45.57° пн. ш. 107.43° зх. д.                                                 | 1 липня 1940      | До пам'ятки належать поле Битви при Літтл-Біггорні 1876 року між 7-м кавалерійським полком Джорджа Армстронга Кастера й об'єднаними силами лакота-шайєннів та арапахо, національний цвинтар імені Кастера й поле битви Рено-Бентін. |
| Маріанський жолоб Marianas Trench Marine National Monument                                                               |                                           | Служба рибних ресурсів та дикої природи                                                             | Північні Маріанські острови, Гуам 20° пн. ш. 145° сх. д. / 20° пн. ш. 145° сх. д.                                   | 6 січня 2009      | Загальна площа пам'ятки — 250 000км², сюди входять води й підводні землі трьох найпівнічніших островів Маріанського архіпелагу, підводні землю 22 вулканічних пам'яток і Маріанський жолоб. |
| Будинок Медгара та Мирлі Еверс Medgar and Myrlie Evers Home National Monument                                            |                                           | Служба національних парків                                                                          | Міссісіпі 32°20′28″ пн. ш. 90°12′47″ зх. д. / 32.341° пн. ш. 90.213° зх. д.                                         | 12 березня 2019   | Медгар Еверс — активіст за громадянські права із NAACP, що виступав за кінець сегрегації та виборче право у Міссісіпі. Убитий біля свого будинку у Джексоні білим супремасистом у 1963. Його дружина Мирлі переїхала, але володіла будинком до 1993 року; пізніше була на посаді голови NAACP. |
| Пам'ятник команді військових псів Military Working Dog Teams National Monument                                           |                                           | Міністерство оборони                                                                                | Техас 29°23′24″ пн. ш. 98°37′01″ зх. д. / 29.390° пн. ш. 098.617° зх. д.                                            | 28 жовтня 2013    | Пам'ятка розташована на повітряній базі Лекленд, штабі програми військових собак Міністерства оборони США. Збудована на кошти, зібрані Меморіальним фондом Джона Бернема, і відкрита 28 жовтня 2013 року, вона присвячена собакам-солдатам, піхотинцям, морякам, льотчикам і собакам берегової охорони, що врятували тисячі життів американців з часів Другої світової війни.                                                     |
| Поле битви при Мілл-Спрінґс Mill Springs Battlefield National Monument                                                   | Rows of white headstones near small hills | Служба національних парків                                                                          | Кентукі 37°04′ пн. ш. 84°44′ зх. д. / 37.07° пн. ш. 84.74° зх. д.                                                   | 12 березня 2019   | У січні 1862 року на цьому місці відбулася битва при Мілл-Спрінґс, що стала першою великою перемогою Армії Союзу. У результаті одноденної битви сили Союзу під керівництвом Джорджа Генрі Томаса перемогли війська конфедератів під проводом Фелікса Золлікоффера, який загинув у бою. Місцина наразі є відкритим полем; поруч з Національним цвинтарем Мілл-Спрінґс є центр відвідувачів.                                        |
| Туманні фіорди Misty Fjords National Monument                                                                            |                                           | Служба лісів                                                                                        | Аляска 55°37′ пн. ш. 130°37′ зх. д. / 55.62° пн. ш. 130.61° зх. д.                                                  | 1 грудня 1978     | Пам'ятка розташована в межах національного лісу Тонгасс. Її називають «Північним Йосеміті» за подібну геологічну будову. Також тут є Кварцовий пагорб — родовище молібдену і, ймовірно, найбільше подібне родовище у світі. По всій площі пам'ятки спостерігаються світлі граніти віком 50—7- млн років (від еоцен до крейдового періоду), що набув U-подібних форм під дією льодовика.                                           |
| Стежки Мохаве Mojave Trails National Monument                                                                            |                                           | Бюро управління землями                                                                             | Каліфорнія 34°36′ пн. ш. 116°00′ зх. д. / 34.6° пн. ш. 116.0° зх. д.                                                | 12 лютого 2016    | [ 98 ] [ 99 ] |
| Замок Монтесуми Montezuma Castle National Monument                                                                       |                                           | Служба національних парків                                                                          | Аризона 34°37′ пн. ш. 111°50′ зх. д. / 34.61° пн. ш. 111.84° зх. д.                                                 | 8 грудня 1906     | Замок Монтесуми — це добре збережені скельні поселення, збудовані доколумбовою народністю сінагуа близько 1400 року. Декілька родів хопі походять звідси, що не пов'язано з Монтесумою. До пам'ятки також входить колодязь Монтесуми, що використовувався для зрошення з 8-го століття. |
| Вулкан Сент-Геленс Mount St. Helens National Volcanic Monument                                                           |                                           | Служба лісів                                                                                        | Вашингтон 46°14′ пн. ш. 122°11′ зх. д. / 46.23° пн. ш. 122.18° зх. д.                                               | 27 серпня 1982    | Після виверження Сент-Геленс цю територію було віддано під цілі дослідження, рекреації та освіти. Довкілля після виверження відновлюється без участі людини. |
| М'юїр Вудс Muir Woods National Monument                                                                                  |                                           | Служба національних парків                                                                          | Каліфорнія 37°53′ пн. ш. 122°35′ зх. д. / 37.89° пн. ш. 122.58° зх. д.                                              | 9 січня 1908      | Пам'ятка є частиною національної рекреаційної зони Ґолден-Ґейт і охороняє один з найбільш доступних і один з останніх на території затоки Сан-Франциско перестійних гаїв секвой (Sequoia sempervirens). |
| Природні мости Natural Bridges National Monument                                                                         |                                           | Служба національних парків                                                                          | Юта 37°35′ пн. ш. 110°00′ зх. д. / 37.58° пн. ш. 110° зх. д.                                                        | 16 квітня 1908    | Пам'ятка розташована на перехресті Білого каньйону і каньойну Армстронга, належить до басейну річки Колорадо. Тут розташовані друга і третя за величиною природні арки у світі, що утворилися у тріасових пісковиках сідар-меської формації. |
| Навахо Navajo National Monument                                                                                          |                                           | Служба національних парків                                                                          | Аризона 36°41′ пн. ш. 110°32′ зх. д. / 36.68° пн. ш. 110.53° зх. д.                                                 | 20 березня 1909   | Пам'ятка охороняє три найменш ушкоджені скельні поселення анасазі. Розташована на плато Шонто над системою каньйону Цегі на території навахо у Північній Аризоні. |
| Вулкан Ньюбері Newberry National Volcanic Monument                                                                       |                                           | Служба лісів                                                                                        | Орегон 43°41′ пн. ш. 121°15′ зх. д. / 43.69° пн. ш. 121.25° зх. д.                                                  | 5 листопада 1990  | Пам'ятка розташована в межах Дешутського національного лісу й охороняє територію навколо вулкану Ньюбері та її геологічні особливості. Містить 200 км² озер, лавових потоків та ін. |
| Північносхідні каньйони та підводні гори (національна пам'ятка) Northeast Canyons and Seamounts Marine National Monument |                                           | Служба рибних ресурсів та дикої природи, Національне управління океанічних і атмосферних досліджень | Атлантичний океан 40°24′ пн. ш. 68°00′ зх. д. / 40.4° пн. ш. 68° зх. д.                                             | 15 вересня 2016   | Пам'ятка захищає чотири підводні гори і три дуже глибокі каньйони континентального шельфу за 100 миль (160 км) від узбережжя Массачусеттса, де живуть глибоководні корали, загрожені кити та мігруючі риби і птахи. |
| Орегонські печери Oregon Caves National Monument                                                                         |                                           | Служба національних парків                                                                          | Орегон 42°06′ пн. ш. 123°25′ зх. д. / 42.10° пн. ш. 123.41° зх. д.                                                  | 12 липня 1909     | Пам'ятка відома мармуровими печерами, а також викопними рештками плейстоценових ягуарів та грізлі, що були знайдені у глибших печерах. До чотирьох основних будинків на території належать шато «Орегонські печери», будинок рейнджера, шале та старий гуртожиток. |
| Органоподібні гори Organ Mountains–Desert Peaks National Monument                                                        |                                           | Бюро управління землями                                                                             | Нью-Мексико 32°18′ пн. ш. 106°33′ зх. д. / 32.3° пн. ш. 106.55° зх. д.                                              | 21 травня 2014    | Підохоронна територія включає п'ять гірських хребтів понад пустелею Чіуауа: гори Робледо, Сьєрра-де-лас-Увас, хребет Донья-Ана, Органоподібні гори та Західне Потрільйо. Тут зростає близько 870 видів судинних рослин; це популярне місце пішого туризму та скелелазіння. |
| Орга́ноподібні кактуси Organ Pipe Cactus National Monument                                                                |                                           | Служба національних парків                                                                          | Аризона 32°02′ пн. ш. 112°52′ зх. д. / 32.04° пн. ш. 112.86° зх. д.                                                 | 13 квітня 1937    | Це єдине місце у США, де у природі ростуть органоподібні кактуси. Також тут зростають інші види кактусів та пустельних рослин, характерні для пустелі Сонора. В межах пам'ятки також розташовані ранчо Бейтс-Велл та ранчо Дос-Ломітас. |
| Далекі тихоокеанські острови Pacific Remote Islands Marine National Monument                                             |                                           | Національне управління океанічних і атмосферних досліджень, Служба рибних ресурсів та дикої природи | Зовнішні малі острови США, південь-південь-захід Гаваїв 16°45′ пн. ш. 169°31′ зх. д. / 16.75° пн. ш. 169.52° зх. д. | 6 січня 2009      | До складу цієї морської пам'ятки входять острови Бейкер, Гауленд і Джарвіс, атол Джонстон, риф Кінгмен, атол Пальміра та острів Вейк, розташовані у Тихому океані на південний захід від Гаваїв. |
| Папаханаумокуакеа Papahānaumokuākea Marine National Monument                                                             |                                           | Національне управління океанічних і атмосферних досліджень, Служба рибних ресурсів та дикої природи | Гаваї, Зовнішні малі острови США 25°42′ пн. ш. 171°44′ зх. д. / 25.7° пн. ш. 171.73° зх. д.                         | 15 червня 2006    | Найбільша у світі морська природоохоронна територія. У неї входить 360 тисяч км² акваторії і 10 островів та атолів Північно-західних Гавайських островів, включно із заповідником на атолі Мідвей. |
| Петрогліф Petroglyph National Monument                                                                                   |                                           | Служба національних парків                                                                          | Нью-Мексико 35°10′ пн. ш. 106°46′ зх. д. / 35.16° пн. ш. 106.76° зх. д.                                             | 27 червня 1990    | Ця пам'ятка охороняє різноманітні культурні та природні об'єкти, у тому числі 5 вулканічних конусів, сотні пам'яток археології та близько 25 тисяч малюнків, зроблених представниками корінних народів та іспанськими поселенцями. Розташована на Західній Месі, вулканічному базальтовому ескарпі. |
| Пайп-Спрінг Pipe Spring National Monument                                                                                |                                           | Служба національних парків                                                                          | Аризона 36°52′ пн. ш. 112°44′ зх. д. / 36.86° пн. ш. 112.73° зх. д.                                                 | 31 травня 1923    | Пам'ятка багата на свідчення історії корінних народів, ранніх дослідників та мормонських піонерів, показує життя анасазі, паютів, піонерів на Дикому Заході; тут розташована хатина, де у 1871 році зупинялася дослідна команда Джона Веслі Павелла. Вода Пайп-Спрінг, знайдена у 1858 році, уможливила життя рослин, тварин і людей у цьому пустельному регіоні.                                                                 |
| Пайпстоун Pipestone National Monument                                                                                    |                                           | Служба національних парків                                                                          | Міннесота 44°01′ пн. ш. 96°20′ зх. д. / 44.01° пн. ш. 96.33° зх. д.                                                 | 25 серпня 1937    | Ця пам'ятка охороняє традиційні катлінітові кар'єри, камінь з яких використовувався для церемоніальних люльок миру, важливого елемента культури індіанців Великих Рівнин. Розробки каменю священні для народів сіу і лакота, і були нейтральними територіями, де всі племена могли видобувати камінь. |
| Помпова колона Pompeys Pillar National Monument                                                                          |                                           | Бюро управління землями                                                                             | Монтана 45°59′24″ пн. ш. 108°00′04″ зх. д. / 45.99° пн. ш. 108.001° зх. д.                                          | 17 січня 2001     | Це 46-метрова вапнякова колона з пізньойкрейдової гелл-крікової формації поблизу річки Єллоустон. На ній багато петрогліфів корінних американців, а також є підпис Вільяма Кларка, який назвав формацію на честь сина Сакаджавеї. |
| Поверті-Пойнт Poverty Point National Monument                                                                            |                                           | Служба національних парків                                                                          | Луїзіана 32°38′ пн. ш. 91°25′ зх. д. / 32.63° пн. ш. 91.41° зх. д.                                                  | 31 жовтня 1988    | Це доісторична археологічна пам'ятка, що датується 1650—700 роками до н. е. і складається з шести земляних кілець і семи курганів. Діаметр зовнішнього кільця — 1,21 км, висота найбільшого кургану — 16 м. |
| Доісторичні сліди Prehistoric Trackways National Monument                                                                |                                           | Бюро управління землями                                                                             | Нью-Мексико 32°21′ пн. ш. 106°54′ зх. д. / 32.35° пн. ш. 106.9° зх. д.                                              | 30 березня 2009   | Пам'ятка містить скам'янілі сліди численних палеозойських амфібій, рептилій та комах, а також викопні рослини і скам'яніле дерево віком близько 280 млн років. |
| Котедж президента Лінкольна President Lincoln and Soldiers’ Home National Monument                                       |                                           | AFRH                                                                                                | Вашингтон 38°56′30″ пн. ш. 77°00′42″ зх. д. / 38.9416° пн. ш. 77.0117° зх. д.                                       | 7 липня 2000      | Президент Авраам Лінкольн та його родина періодично мешкали у Будинку солдатів та авіаторів США, заснованому у 1851 році для бездомних і неповносправних ветеранів війни. |
| Пульман Pullman National Monument                                                                                        |                                           | Служба національних парків                                                                          | Іллінойс 41°41′50″ пн. ш. 87°36′34″ зх. д. / 41.697222° пн. ш. 87.609444° зх. д.                                    | 19 лютого 2015    | Збудована для компанії Пульман. Стала місцем Пульманівського страйку 1894 року. |
| Міст-веселка Rainbow Bridge National Monument                                                                            |                                           | Служба національних парків                                                                          | Юта 37°05′ пн. ш. 110°58′ зх. д. / 37.08° пн. ш. 110.96° зх. д.                                                     | 30 травня 1910    | Міст-веселка — одна з найбільших у світі природних арок: висота 88 м, відстань між опорами 84 м, товщина вершини арки 13 м, ширина — 10 м. Складена з пісковику тріасового і юрського періодів. |
| Ріо-Гранде-дель-Норте Río Grande del Norte National Monument                                                             |                                           | Бюро управління землями                                                                             | Нью-Мексико 36°40′00″ пн. ш. 105°42′00″ зх. д. / 36.66667° пн. ш. 105.7° зх. д.                                     | 25 березня 2013   | Пам'ятка включає частину ущелини Ріо-Гранде і згаслі вулкани плато Таос. На території також розташовані археологічні та історичні артефакти, такі як петрогліфи та іспанських поселень. |
| Атол Розе Rose Atoll Marine National Monument                                                                            |                                           | Національне управління океанічних і атмосферних досліджень, Служба рибних ресурсів та дикої природи | Американське Самоа 14°33′ пд. ш. 168°32′ зх. д. / 14.55° пд. ш. 168.54° зх. д.                                      | 6 січня 2009      | Ця морська пам'ятка складається з двох невеличких островів атолу Розе, лагуни і коралового рифу на схід від Американського Самоа. Це найпівденніша точка США. |
| Печера Расселла Russell Cave National Monument                                                                           |                                           | Служба національних парків                                                                          | Алабама 34°58′ пн. ш. 85°48′ зх. д. / 34.97° пн. ш. 85.80° зх. д.                                                   | 11 травня 1961    | Доісторичні індіанці використовували величезний вхід до печери як прихисток. Печера утворилася в скелі понад 300 млн років тому. |
| Місце лиха на дамбі Сен-Френсіс Saint Francis Dam Disaster National Monument                                             |                                           | Служба лісів                                                                                        | Каліфорнія 34°33′ пн. ш. 118°31′ зх. д. / 34.55° пн. ш. 118.51° зх. д.                                              | 12 березня 2019   | Дамба Сен-Френсіс була 210 м завдовжки і підтримувала резервуар водопостачання Лос-Анжелеса. У 1928 році сталася катастрофа, внаслідок повені від руйнування дамби загинули 431 особа. Місце пам'ятки охороняє руїни бетонного фундаменту дамби у залісненій долині. |
| Місії Салінас-Пуебло Salinas Pueblo Missions National Monument                                                           |                                           | Служба національних парків                                                                          | Нью-Мексико 34°16′ пн. ш. 106°04′ зх. д. / 34.26° пн. ш. 106.06° зх. д.                                             | 1 листопада 1909  | Колишня назва пам'ятки — Гран-Квівіра. Тут проживали торговці народів пуебло, що розмовляли мовами тіва та томпіро, коли у 17 столітті сюди прийшли іспанські францисканські місіонери. Збереглися руїни чотирьох церков місії у Кварай, Або та Гран-Квівіра і частково розкопані пуебло в Лас-Хуманас. |
| Гори Сан-Габріель San Gabriel Mountains National Monument                                                                |                                           | Служба лісів                                                                                        | Каліфорнія 34°13′ пн. ш. 118°04′ зх. д. / 34.22° пн. ш. 118.06° зх. д.                                              | 10 жовтня 2014    | Хребет Сан-Габріель у північній частині округу Лос-Анжелес і на заході Сан-Бернардіно висотою до 3 069 м — одна з небагатьох зон відпочинку у регіоні. |
| Острови Сан-Хуан San Juan Islands National Monument                                                                      |                                           | Бюро управління землями                                                                             | Вашингтон 48°32′ пн. ш. 123°02′ зх. д. / 48.53° пн. ш. 123.03° зх. д.                                               | 25 березня 2013   | Острови Сан-Хуан у П'юджет-Саунд мають кілька історичних маяків і суворий ландшафт. Тут водяться касатки, орли, тюлені і є можливості для каякінгу, спостереження за птахами та ін. |
| Від піску до снігу Sand to Snow National Monument                                                                        |                                           | Бюро управління землями, Служба лісів                                                               | Каліфорнія 34°05′ пн. ш. 116°41′ зх. д. / 34.08° пн. ш. 116.68° зх. д.                                              | 12 лютого 2016    | [ 40 ] [ 127 ] |
| Гори Санта-Роза і Сан-Хасінто Santa Rosa and San Jacinto Mountains National Monument                                     |                                           | Бюро управління землями, Служба лісів                                                               | Каліфорнія 33°48′ пн. ш. 116°42′ зх. д. / 33.80° пн. ш. 116.70° зх. д.                                              | 24 жовтня 2000    | Ця пам'ятка охороняє великі території хребтів Санта-Роза і Сан-Хасінто, найпівнічніших з Півострівних хребтів. Деякі частини належать до національного лісу Сан-Бернардіно та заповідної зони Каліфорнійської пустелі. |
| Скоттс-Блафф Scotts Bluff National Monument                                                                              |                                           | Служба національних парків                                                                          | Небраска 41°50′ пн. ш. 103°42′ зх. д. / 41.83° пн. ш. 103.70° зх. д.                                                | 12 грудня 1919    | Скоттс-Блафф — важлива геологічна формація й орієнтир Орегонського та Мормонського шляхів. Тут розташовані урвища південного берега річки Норт-Платт, а названа пам'ятка за особливо високим 250-метровим уступом Скоттс-Блафф. Пам'ятка складена з п'яти скельних утворень. |
| Пустеля Сонора Sonoran Desert National Monument                                                                          |                                           | Бюро управління землями                                                                             | Аризона 33°00′ пн. ш. 112°28′ зх. д. / 33.00° пн. ш. 112.46° зх. д.                                                 | 17 січня 2001     | Пам'ятка охороняє невелику частину пустелі Сонора. Тут зустрічаються декілька видів під загрозою, а також є три зони дикої природи, багато значущих археологічних та історичних пам'яток, залишки кількох важливих давніх шляхів. |
| Статуя Свободи Statue of Liberty National Monument                                                                       |                                           | Служба національних парків                                                                          | Нью-Йорк, Нью-Джерсі 40°41′ пн. ш. 74°02′ зх. д. / 40.69° пн. ш. 74.04° зх. д.                                      | 15 жовтня 1924    | Статуя висотою 46 м, збудована у 1886 році на острові Свободи до сторіччя підписання Декларації незалежності США, була жестом дружби від Франції. Свобода, що осяює світ символічно вітає іммігрантів до Сполучених Штатів, і внесена до списку пам'яток ЮНЕСКО. У межі пам'ятки включено також острів Елліс, через який пройшли 12 млн іммігрантів на шляху до США.                                                              |
| Стоунволл Stonewall National Monument                                                                                    |                                           | Служба національних парків                                                                          | Нью-Йорк 40°44′01″ пн. ш. 74°00′08″ зх. д. / 40.73364° пн. ш. 74.00212° зх. д.                                      | 24 червня 2016    | Стоунволл-інн, який часто скорочують як «Стоунволл», це гей-бар і таверна у Нью-Йорку, і також — місце Стоунволлських бунтів 1969 року, які вважаються найважливішою подією визвольного руху геїв та сучасної боротьби за права LGBT у США. До пам'ятки входить також Кристофер-парк через Кристофер-стріт. |
| Сансет-Кратер Sunset Crater                                                                                              |                                           | Служба національних парків                                                                          | Аризона 35°22′ пн. ш. 111°30′ зх. д. / 35.36° пн. ш. 111.50° зх. д.                                                 | 30 травня 1930    | Сансет-Кратер — наймолодший у ряді вулканів вулканічного поля Сан-Франциско, пов'язаного із хребтом Сан-Франциско поблизу. Остання вулканічна діяльність у 13 столітті зафарбувала частину конуса у яскраві червоні та оранжеві кольори, що й дало назву вулкану. |
| Тімпаноґос Timpanogos Cave National Monument                                                                             |                                           | Служба національних парків                                                                          | Юта 40°26′ пн. ш. 111°43′ зх. д. / 40.44° пн. ш. 111.71° зх. д.                                                     | 14 жовтня 1922    | Система печери Тімпаногос розташована у хребті Васатч в Американ-Форк-Каньйон. Доступні три основні кімнати: печера Гансен, Середня печера і печера Тімпаногос. Тут можна побачити багато кольорових печерних відкладів, у тому числі геліктити, печерні корали, печерні колони, різні натічні форми. |
| Тонто Tonto National Monument                                                                                            |                                           | Служба національних парків                                                                          | Аризона 33°39′ пн. ш. 111°05′ зх. д. / 33.65° пн. ш. 111.09° зх. д.                                                 | 21 жовтня 1907    | Пам'ятка розташована у північно-східній частині пустелі Сонора вздовж річки Солт і охороняє два скельні поселення культури саладо 13—15 століть. Оточена національним лісом Танто. |
| Озеро Т'юл Tule Lake National Monument                                                                                   |                                           | Служба національних парків, Служба рибних ресурсів та дикої природи                                 | Каліфорнія 41°53′ пн. ш. 121°22′ зх. д. / 41.89° пн. ш. 121.37° зх. д.                                              | 5 грудня 2008     | Сегрегаційний центр на озері Т'юл був найбільшим з десяти концентраційних таборів інтернування японоамериканців під час Другої світової війни. Тут утримували 29 800 громадян США та іммігрантів, включно з тими, кого перевели з інших таборів з політичних причин. Початково входив до складу Монументу доблесті Другої світової війни у Тихому океані, який було розділено і перейменовано 12 березня 2019.                    |
| Викопні рештки Т'юл-Спрінгс Tule Springs Fossil Beds National Monument                                                   |                                           | Служба національних парків                                                                          | Невада 36°19′ пн. ш. 115°16′ зх. д. / 36.32° пн. ш. 115.27° зх. д.                                                  | 19 грудня 2014    | Важлива археологічна пам'ятка на північ від Лас-Вегасу, де можна знайти доісторичні скам'янілості мамонта, лева та верблюда. |
| Тузігут Tuzigoot National Monument                                                                                       |                                           | Служба національних парків                                                                          | Аризона 34°47′ пн. ш. 112°02′ зх. д. / 34.79° пн. ш. 112.04° зх. д.                                                 | 25 липня 1939     | Пам'ятка охороняє дво- і триярусні руїни пуебло на вершині пісковикового і вапнякового хребта у долині Верде. Збудовані народністю сінагуа між 1125 і 1400 роками. |
| Закрути верхньої Міссурі Upper Missouri River Breaks National Monument                                                   |                                           | Бюро управління землями                                                                             | Монтана 47°47′ пн. ш. 109°01′ зх. д. / 47.78° пн. ш. 109.02° зх. д.                                                 | 17 січня 2001     | Ділянки бедлендів, що характеризуються кам'яними виступами, урвищами і трав'янистими рівнинами вздовж 240 км верхньої Міссурі у центральній Монтані. Тут зустрічаються понад 60 видів ссавців і сотні видів птахів. Тут часто малював Чарльз Маріон Рассел, і цією місцевістю пройшла експедиція Льюїса і Кларка. |
| Верміліон-Кліфс Vermilion Cliffs National Monument                                                                       |                                           | Бюро управління землями                                                                             | Аризона 36°49′ пн. ш. 111°44′ зх. д. / 36.81° пн. ш. 111.74° зх. д.                                                 | 9 листопада 2000  | Круті еродовані ескарпи, складені переважно з пісковиків, алевролітів, вапняків та глинистих сланців і здіймаються на 910 м над основою. Ці осадові скелі зазнали значної ерозії за мільйони років, оголивши сотні різнокольорових шарів гірських порід. Пам'ятка охороняє плато Парія, урвища Верміліон, Пагорби койотів і каньйон Парія.                                                                                        |
| Кораловий риф Віргінських островів Virgin Islands Coral Reef National Monument                                           |                                           | Служба національних парків                                                                          | Американські Віргінські острови 18°19′ пн. ш. 64°43′ зх. д. / 18.31° пн. ш. 64.72° зх. д.                           | 17 січня 2001     | Ці коралові рифи і мангрові ліси утворюють 4,8-кілометрових пояс довкола острова Сент-Джон. |
| Мамонт Вейко Waco Mammoth National Monument                                                                              |                                           | Служба національних парків                                                                          | Техас 31°36′22″ пн. ш. 97°10′26″ зх. д. / 31.606° пн. ш. 97.174° зх. д.                                             | 10 липня 2015     | Палеонтологічна пам'ятка і музей у Вейко, штат Техас, де знайдено рештки 24 колумбійських мамонтів (Mammuthus columbi) та інших ссавців плейстоценової епохи. Це найбільше відоме скупчення мамонтів одного стада, що загинули від одної події (вважається, що це був паводок). |
| Волнат-Каньйон Walnut Canyon National Monument                                                                           |                                           | Служба національних парків                                                                          | Аризона 35°10′ пн. ш. 111°31′ зх. д. / 35.17° пн. ш. 111.51° зх. д.                                                 | 30 листопада 1915 | Волнат-Каньйон охороняє 25 кімнат скельного поселення народу сінагуа. Каньйон розташований на плато Колорадо і прорізає пермських кайбабських вапняках, відкриваючи формацію коконінських пісковиків. |
| Вупаткі Wupatki National Monument                                                                                        |                                           | Служба національних парків                                                                          | Аризона 35°34′ пн. ш. 111°23′ зх. д. / 35.56° пн. ш. 111.38° зх. д.                                                 | 9 грудня 1924     | По території пам'ятки розкидані численні місця поселень сінагуа, кохоніна та кайєнта-анасазі. Близько 2000 анасазі переселилися сюди після виверження вулкану Сансет-Кратер у 11 столітті. |
| Юкка-Хаус Yucca House National Monument                                                                                  |                                           | Служба національних парків                                                                          | Колорадо 37°15′ пн. ш. 108°41′ зх. д. / 37.25° пн. ш. 108.69° зх. д.                                                | 19 грудня 1919    | Це велика нерозкопана археологічна пам'ятка давніх пуебло. Між 900 і 1300 роками тут було одне з багатьох селищ анасазі у долині Монтесуми. |